# Hill Harper

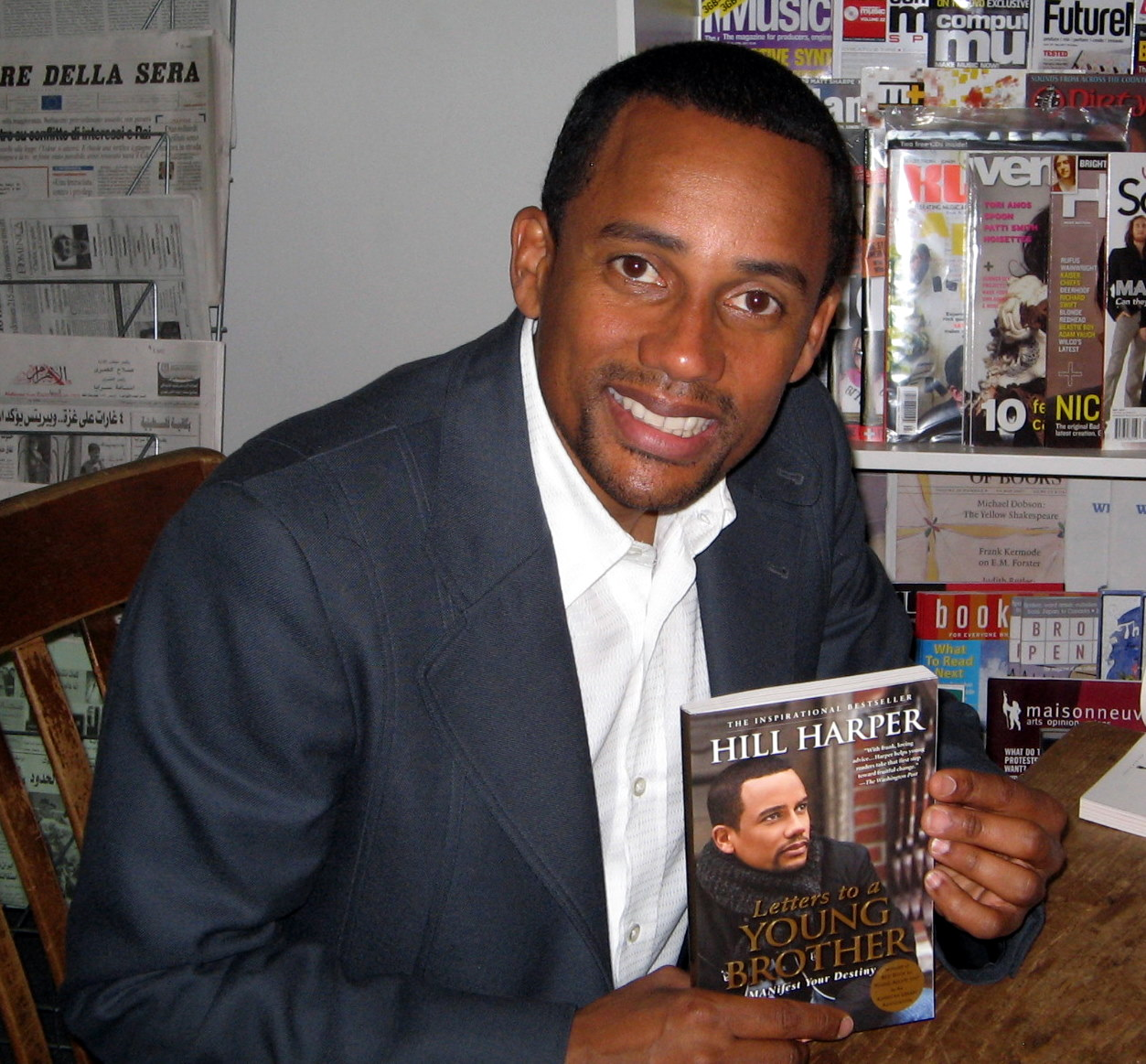
Hill Harper (2007)

Hill Harper (* 17. Mai 1966 in Iowa City, Iowa als Francis Harper) ist ein US-amerikanischer Schauspieler.

## Leben
Harper ist der Sohn des Psychiaters Henry Harper und dessen Frau, der Anästhesistin Marilyn Hill, daher auch sein Künstlername. 1993 war er in der Rolle des Aaron in der US-amerikanischen Sitcom Eine schrecklich nette Familie zu sehen. Harper machte seinen Abschluss an der Brown University und in Harvard, bevor er sich der Schauspielerei zuwandte. Seine Rolle in der US-Serie The Handler brachte ihm 2004 eine Nominierung für den Golden Satellite Award ein. Zudem spielt er Theater und ist Mitglied der Bostoner Black Falks Theater Company. Auf der Kinoleinwand war Harper unter anderem in Steel Man (1997), Spike Lee’s Spiel des Lebens (1998), Der amerikanische Neffe (1998) und The Skulls – Alle Macht der Welt (2000) zu sehen. Außerdem war er in der US-Serie CSI: NY zu sehen. 2006 übernahm er eine Nebenrolle in The Breed. Seit 2017 spielt er Dr. Marcus Andrews in der Serie The Good Doctor.
Hill Harper und der 44. US-Präsident Barack Obama waren auf der Harvard Law School Klassenkameraden. Im Januar 2008 war Harper Teil von Yes We Can, einem Musikvideo, das Obama in den Vorwahlkämpfen unterstützte. Außerdem ist Hill Harper Mitglied des Obama for America National Finance Committee.

## Filmografie (Auswahl)
- 1993: Eine schrecklich nette Familie (Married … with Children, Fernsehserie, 5 Folgen)
- 1994: Der Prinz von Bel-Air (The Fresh Prince of Bel-Air, Fernsehserie, eine Folge)
- 1994: Walker, Texas Ranger (Fernsehserie, eine Folge)
- 1994: Renegade – Gnadenlose Jagd (Renegade, Fernsehserie, eine Folge)
- 1996: New York Cops – NYPD Blue (NYPD Blue, Fernsehserie, eine Folge)
- 1997: Steel Man
- 1997: Emergency Room – Die Notaufnahme (ER, Fernsehserie, eine Folge)
- 1998: Spike Lee’s Spiel des Lebens (He Got Game)
- 1998: Cosby (Fernsehserie, eine Folge)
- 1998: Der amerikanische Neffe (The Nephew)
- 1999: Undercover – In Too Deep (In Too Deep)
- 2000: The Skulls – Alle Macht der Welt (The Skulls)
- 2002: Twilight Zone (Fernsehserie, eine Folge)
- 2002: Behind the Badge – Mord im Kleinstadtidyll (The Badge)
- 2003–2004: The Handler (Fernsehserie, 16 Folgen)
- 2004: Die Sopranos (The Sopranos, Fernsehserie, eine Folge)
- 2004: CSI: Miami (Fernsehserie, eine Folge)
- 2004–2013: CSI: NY (Fernsehserie, 197 Folgen)
- 2005: 4400 – Die Rückkehrer (The 4400, Fernsehserie, eine Folge)
- 2006: The Breed (Wes Craven’s The Breed)
- 2010: Stonehenge Apokalypse (Fernsehfilm)
- 2013–2014: Covert Affairs (Fernsehserie, 32 Folgen)
- 2015: The Boy Next Door
- 2015: Erschütternde Wahrheit (Concussion)
- 2015–2016: Limitless (Fernsehserie, 22 Folgen)
- 2017: Homeland (Fernsehserie, 11 Episoden)
- 2017: All Eyez on Me
- 2017–2023: The Good Doctor (Fernsehserie)
- 2018: An Interview with God

## Videospiele
- 2008: CSI: NY (Dr. Sheldon Hawkes Synchronisation)